# Parelvissen
Parelvissen (Carapidae) zijn een familie van zeevissen. De Carapidae zijn aangetroffen in zowel tropische als subtropische wateren van de Atlantische, Indische en Grote Oceaan tot op een diepte van 2 kilometer langs het continentaal plat en oceanische hellingen. Ze onderscheiden zich door het hebben van rugvinstralen die korter zijn dan de anaalvinstralen. Ze hebben transparante, schubloze lichamen die doen denken aan aalen. Parelvissen planten zich voort door het leggen van ovale eieren met een doorsnede van 1 millimeter.
Enkele soorten van zoetwater Aplocheilidae worden ook met de naam parelvis aangeduid, maar zijn niet verwant.
Parelvissen zijn verdeeld in 7 geslachten en 31 soorten. De geslachten kunnen verdeeld worden in drie grote groepen, gebaseerd op hun niveau van symbiose:
- Echiodon en Snyderidia - Vrij-levend
- Carapus en Onuxodon - commensaal
- Encheliophis - Parasitair: Vissen in deze groep leven in ongewervelde gastheren die te vinden zijn in ondiep water koraal-gemeenschappen zoals tweekleppigen, zeekomkommers, en zeesterren.

## Geslachten
- Carapus Rafinesque, 1810
- Echiodon W. Thompson, 1837
- Encheliophis J. P. Müller, 1842
- Eurypleuron Markle & Olney, 1990
- Onuxodon J. L. B. Smith, 1955
- Pyramodon H. M. Smith & Radcliffe, 1913
- Snyderidia C. H. Gilbert, 1905
- Tetragondacnus M. E. Anderson & Satria, 2007